# Перхін Михайло Євлампійович
Михайло Євлампійович Перхін (1860—1903) — ювелір, один з найкращих майстрів фірми Карла Фаберже.
Народився в селі Окулівське (Петрозаводський уїзд). 24 січня 1884 року був записаний підмайстром золотого ремесла до Петербурзької ремісничої управи. Імовірно навчався в майстерні Еріка Коліна. З 1895 року — особистий поважний громадянин і купець 2-ї гільдії. З 1886 року — головний майстер Дому Фаберже. Мав майстерню на Великій Морській вулиці, 11, а з 1900 року — на Великій Морській, 24.